# Hermann Sternberg
Hermann Sternberg (* 27. Dezember 1825 in Aachen; † 18. Juli 1885 in Karlsruhe) war ein deutscher Bauingenieur. Er war Oberbaurat und Professor am Polytechnikum Karlsruhe.

## Leben
Am Polytechnikum lehrte er 1861 bis 1885 als ordentlicher Professor Wasser- und Straßenbau und insbesondere Brückenbau. Sternberg legte Grundelemente der Theorie des elastischen Bogens beim Entwurf der 1864 vollendeten Rheinbrücke in Koblenz im Zuge der Eisenbahnlinie Koblenz-Lahnstein zugrunde. 1866/67 und 1875/76 war er Rektor des Polytechnikums.
Zu seinen Schülern gehörten Hermann Zimmermann, Friedrich Engesser, Reinhold Krohn, August Föppl. Er gehörte dem Verein Deutscher Ingenieure (VDI) an.
Eine Straße in Karlsruhe ist nach ihm benannt, die Sternbergstraße, gelegen zwischen Rintheimer Straße und Gerwigstraße.